# Leon Grabski

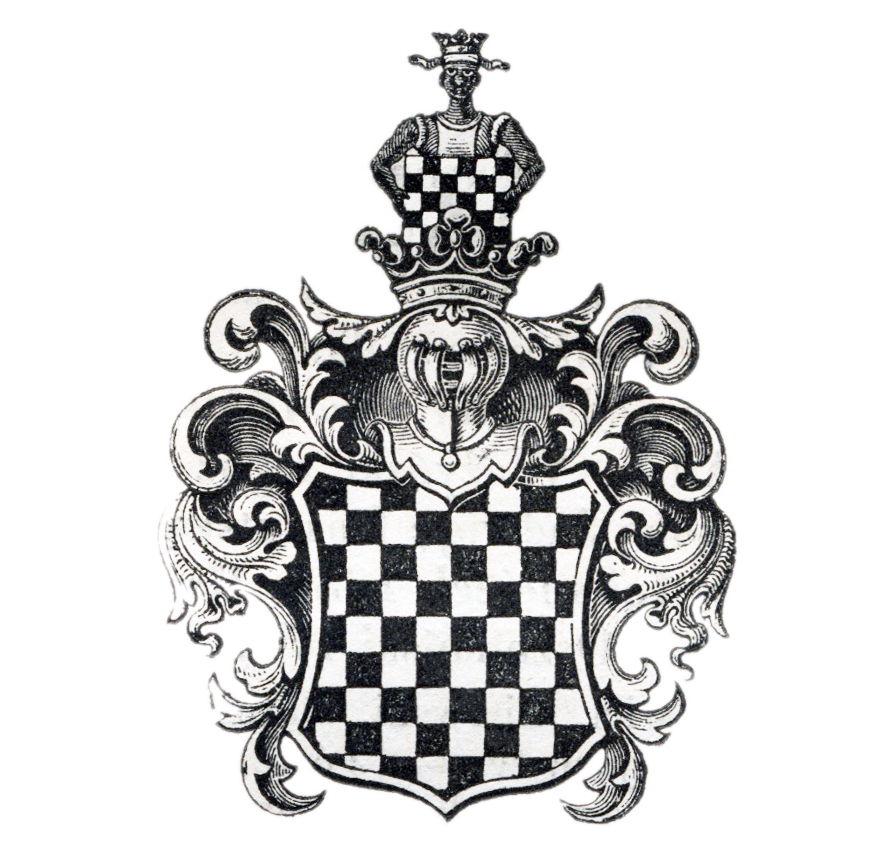
Herb Wczele, którym od pokoleń pieczętowała się rodzina Grabskich

Leon Grabski herbu Wczele (ur. 1 lipca 1853 w Skotnikach – zm. 10 października 1918 w Gnieźnie) – szlachcic, przedsiębiorca, polityk (mniejszości polskiej w Cesarstwie Niemieckim), samorządowiec.

## Pochodzenie
Pochodził ze szlacheckiego rodu Grabskich h. Wczele. Dziadek Tadeusz był dziedzicem Kołaczkowa, Damasławia i Myślęcinka. Babcia, Małgorzata z d. Dąbska, była córką cześnika kruszwickiego. Ojciec, Stefan –ziemianin, dziedzc Skotnik. Matka Maria z. d. Daszkowska h. Leliwa. Jego przyrodnim bratem był Lucjan Grabski. Władze pruskie przyznały Leonowi Grabskiemu, szlachecki tytuł von.

## Nauka, działalność gospodarcza
Grabski uczęszczał od 1861 do 1872 do Gimnazjum Realnego w Bydgoszczy. W latach 1872 do 1874 w Antwerpii studiował w wyższej szkole handlowej (Instytut Superieur de Commerce). Wykształcenie kupieckie uzupełnił w Londynie, Królewcu i Warszawie. Był generalnym Dyrektorem cukrowni w Kruszwicy, a w 1882 założył w Gnieźnie cukrownię Gniezno Grabski, Jescheck & Comp. Na przełomie XIX i XX wieku spółka „Grabski & Jeschck” w sąsiedztwie cukrowni otworzyła garbarnię. W 1905 Grabski wykupił folwark Kustodia pod Gnieznem. Założył Fundację Rodziny Grabskich, która głównie zarządzała wieloma majątkami ziemskimi będących własnością Grabskich.

## Działalność polityczna i samorządowa
Był, w latach 1903-1905 deputowanym frakcji polskiej, do pruskiego parlamentu (Reichstag) wybrany z rejencji bydgoskiej okręg nr 5 Gniezno-Wągrowiec–Witkowo. Także mniejszość polską reprezentował w latach 1898-1903 i 1908-1913 w Pruskiej Izbie Reprezentantów (niem. Preußisches Abgeordnetenhaus)
Grabski w latach 1884–1888 był radnym miasta Gniezna, a od 1888 do 1894 członkiem Wydziału Powiatowego magistratu miasta. Jako radca, od 1885, zasiadał we władzach Izby Przemysłowo-Handlowej w Bydgoszczy.